# 埃爾德冰川
埃爾德冰川（英語：Elder Glacier）是南極洲的冰川，位於維多利亞地的博克格雷溫克海岸，最終注入塔克冰川，美國地質調查局根據測量和該國海軍的空中照片繪入地圖，現時由南極條約體系管理。

## 外部連結
. . United States Geological Survey.   [2012-02-27].
72°35′S 168°46′E / 72.583°S 168.767°E